# Mont Jackson (Montana)
Cet article concerne le sommet du Montana. Pour le sommet d'Antarctique, voir Mont Jackson.
Le mont Jackson (en anglais : Mount Jackson) est situé dans le chaînon Lewis, dans le parc national de Glacier, dans l'État américain du Montana.
Culminant à 3 064 mètres d'altitude, le mont Jackson se situe sur la ligne continentale de partage des eaux d'Amérique du Nord et est l'un des plus hauts sommets du parc après le mont Cleveland ou encore le mont Stimpson (en) notamment.
La montagne et le proche glacier Jackson sont facilement visibles depuis la Going-to-the-Sun Road.
Le glacier Harrison (en), plus grand glacier restant du parc, est situé sur le flanc sud de la montagne.